# Baigts-de-Béarn
Baigts-de-Béarn é uma comuna francesa na região administrativa da Nova Aquitânia, no departamento dos Pirenéus Atlânticos. Estende-se por uma área de 13,63 km². Em 2010 a comuna tinha 892 habitantes (densidade: 65,4 hab./km²).